# Palácio de Midões

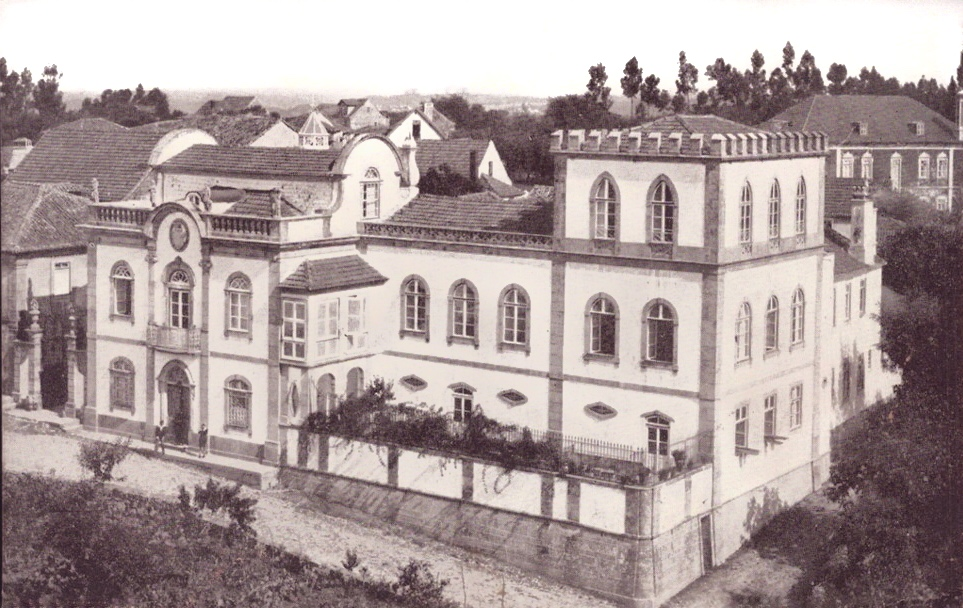
Palácio de Midões, c. Século 19 (também conhecido como Palácio das Quatro Estações)

O Palácio de Midões é um palacete localizado no Largo D. Paz, fronteiro à Igreja Matriz, no centro da vila de Midões, no Município Tábua, em Portugal.  
Um dos mais emblemáticos palácios da região da Beira, o Palácio de Midões é também conhecido, como o Palácio das Quatro Estações, por ser encimado pelas quatro esculturas alegóricas localizadas acima da entrada principal, cada uma representando uma estação: primavera, verão, outono e inverno .

## História
Foi este grande palácio a sede da Casa de Midões, mandado erigir no século XIX pelo Dr. César Ribeiro de Abranches Castelo-Branco, 2º Visconde de Midões, Senhor da Casa dos Viscondes de Midões, e Juiz do Supremo Tribunado. Era filho de Roque Ribeiro de Abranches Castelo-Branco (1º Visconde de Midões) e de D. Antónia Margarida da Fonseca.

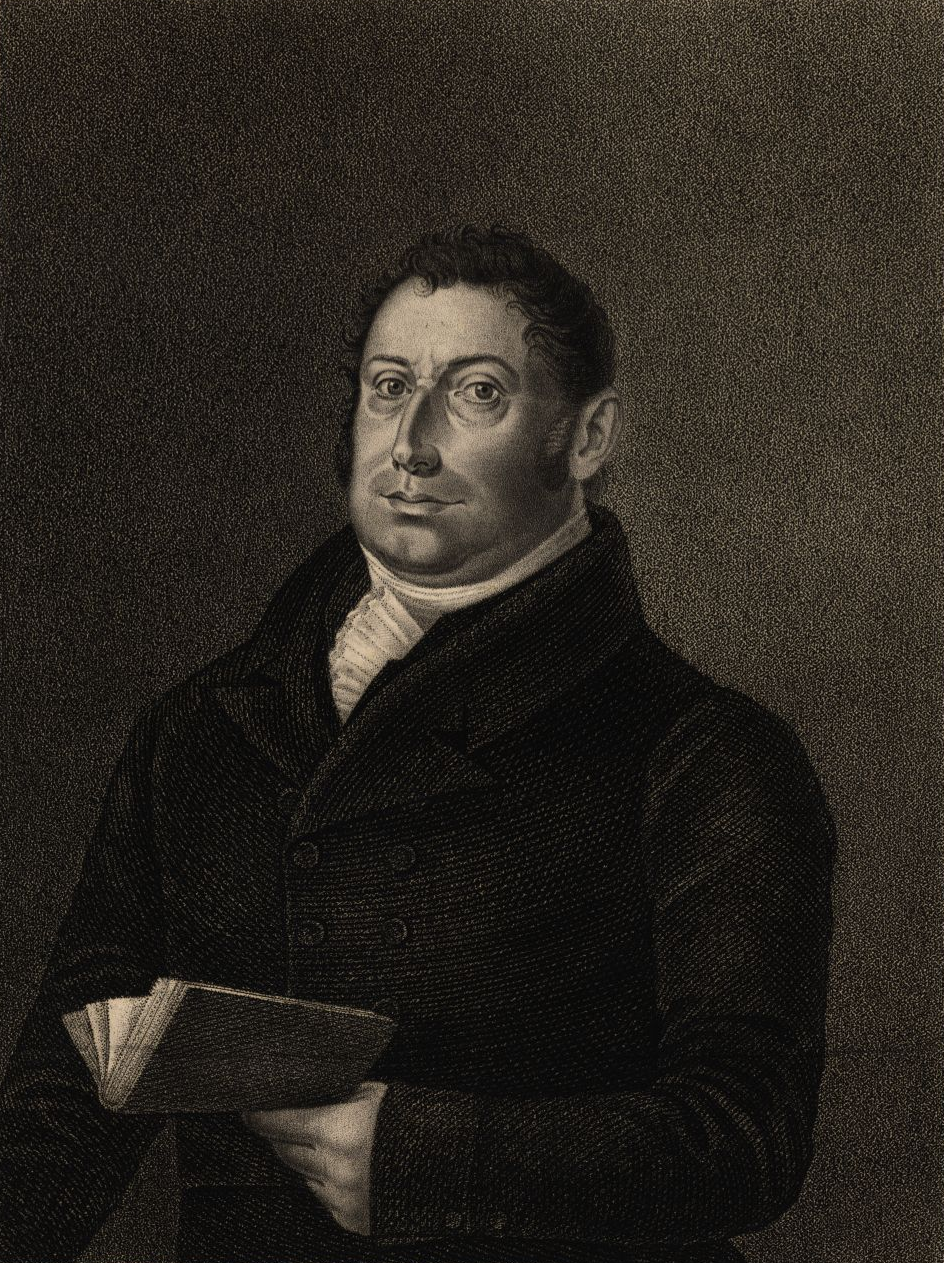
Roque Ribeiro de Abranches Castelo Branco, 1.º Visconde de Midões (1770-1844)

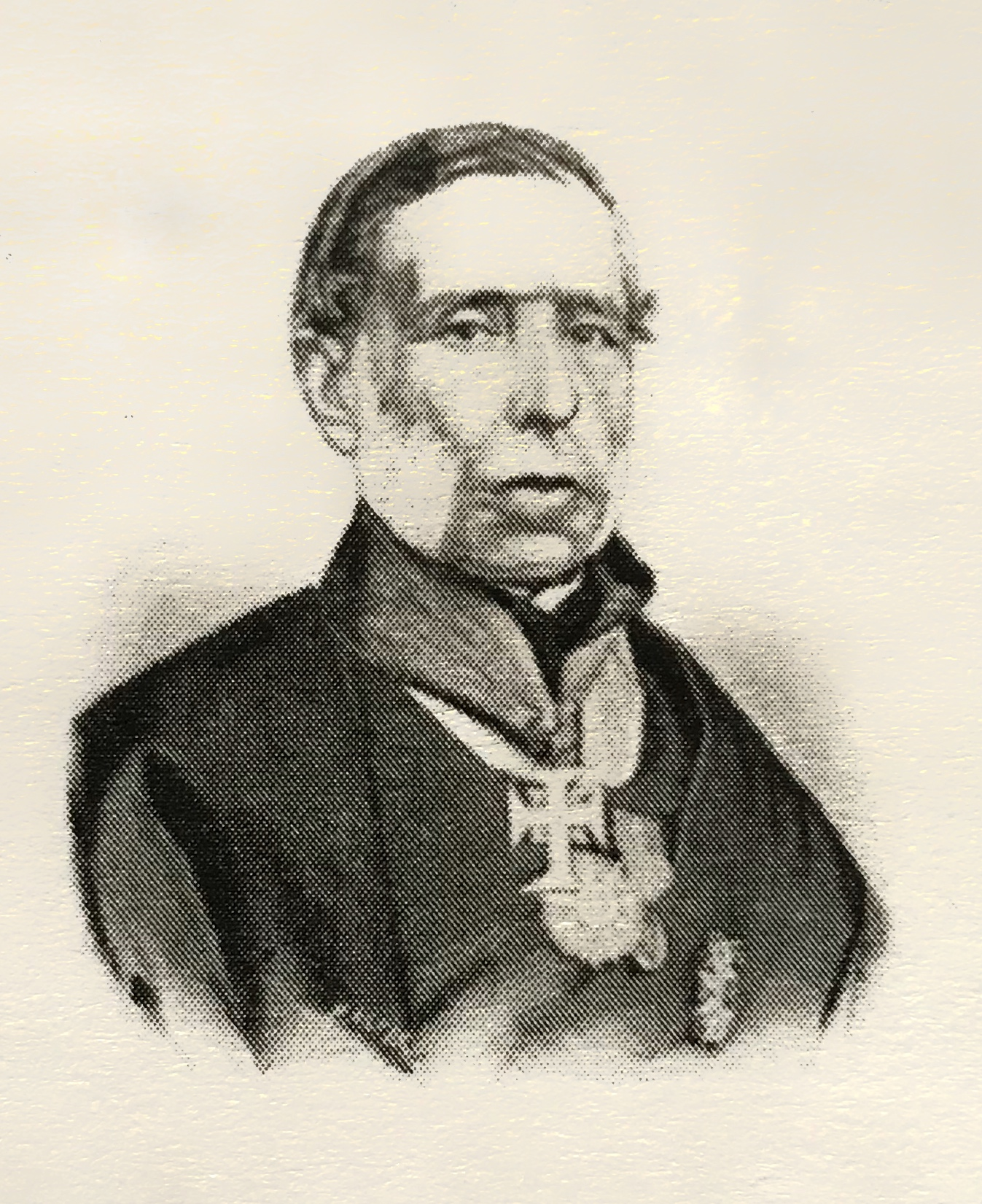
Dr. César Ribeiro de Abranches Castelo-Branco, Segundo Visconde de Midões (02.10.1803 - 05.03.1889)

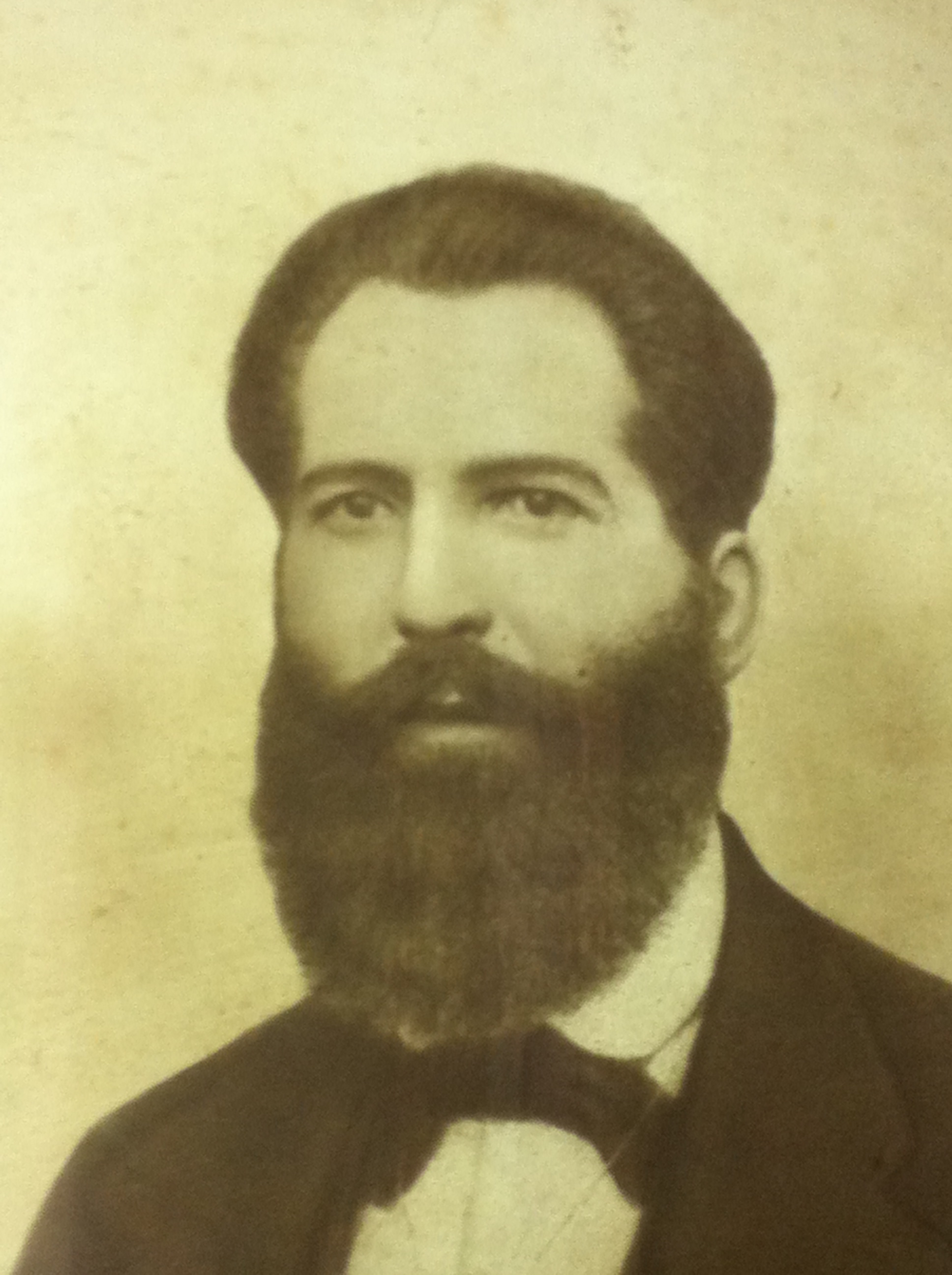
João Vítor da Silva Brandão (Midões, 1 de Março de 1825 — Bié, Angola, 1880)

O Palácio é um marco histórico importante e de relevo a nível nacional. Foi o último bastião da Casa de Midões, uma das mais antigas e nobres famílias de Midões, os Ribeiro Abranches de Castello Branco, que não só exerceram cargos políticos importantes por direito próprio, mas também tinham laços estreitos com a coroa e figuras históricas importantes como João Brandão, também denominado pelo “terror das Beiras”.